# Lyneham, Wiltshire
Lyneham är en ort i Storbritannien.   Den ligger i grevskapet Wiltshire och riksdelen England, i den södra delen av landet, 130 km väster om huvudstaden London. Lyneham ligger 120 meter över havet och antalet invånare är 5 437.
Terrängen runt Lyneham är platt.Runt Lyneham är det ganska tätbefolkat, med 172 invånare per kvadratkilometer. Närmaste större samhälle är Swindon, 13,6 km öster om Lyneham. Omgivningarna runt Lyneham är en mosaik av jordbruksmark och naturlig växtlighet.